# Can Mallol (Cabrera de Mar)
Can Mallol, o Can Vivé, és una obra de Cabrera de Mar (Maresme) protegida com a Bé Cultural d'Interès Local.

## Descripció

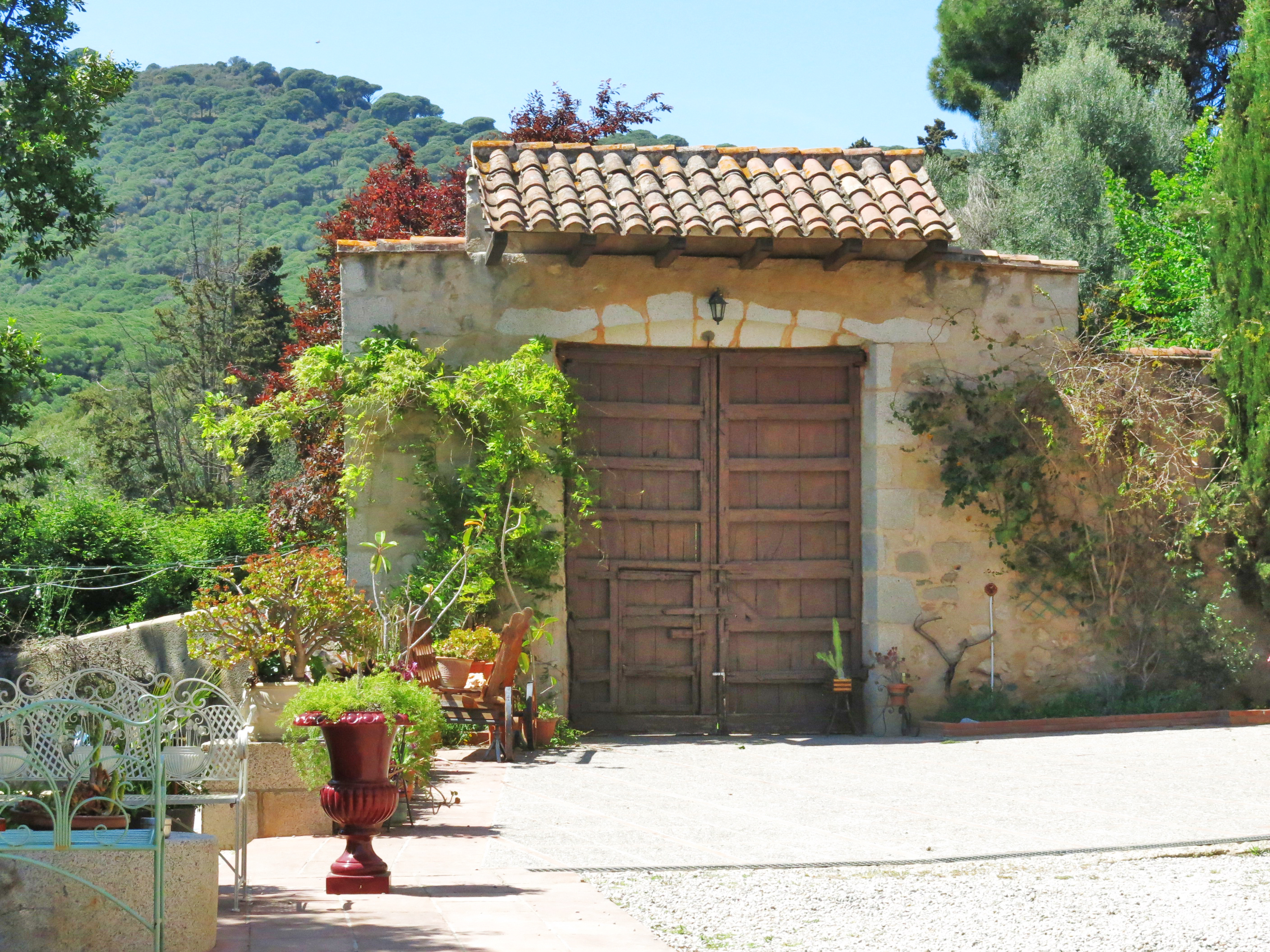
Antic portal d'accés

Masia de tipus basilical. L'edifici principal té la teulada a dues vessants. El cos central té un pis més elevat, on hi ha les golfes. A més dels tres cossos, a l'esquerra i reculada de la façana principal hi ha un cos de planta baixa i pis, amb un porxada amb llinda de 4,62 m de llum. A la façana principal hi ha el gran portal rodó dovellat amb dos graons d'accés i un banc de pedra als costats. A l'interior la planta baixa forma cinc cossos. A l'entrada hi ha una escala que puja al pis.

## Història
La propietat d'aquesta masia ha estat sempre de la família Mallol. Recentment fou restaurada tota la façana, cobertes i interior. Originàriament el rellotge de sol estava emplaçat al costat de la finestra lateral dreta.